# Ritratto di Carlo de' Medici
Il Ritratto di Carlo de' Medici è un dipinto, tempera su tavola (40,5 x 29,5 cm), di Andrea Mantegna, databile al 1466 circa e conservato nella Galleria degli Uffizi a Firenze.

## Storia
Non si conoscono le vicende della commissione del dipinto e non è certa nemmeno l'identità del prelato ritratto. Le ipotesi più suffragate oggi identificano il soggetto del dipinto in Carlo de' Medici, figlio naturale di Cosimo il Vecchio e di una schiava circassa, la cui carnagione scura sarebbe l'indizio più evidente. In realtà tale identificazione contrasta con l'altro ritratto di Carlo: in quanto preposto della pieve di Prato è infatti ritratto nelle Esequie di santo Stefano ivi affrescate da Filippo Lippi entro il 1464. La figura tarchiata in abito rosso che compare a destra del catafalco del santo, indicata da Vasari, non assomiglia per niente al ritratto di Mantegna, mentre più simile è l'uomo ritratto immediatamente alle sue spalle.
La stessa attribuzione a Mantegna ha avuto in iter lungo: a lungo venne creduta opera di Domenico Veneziano, finché Ricci non avanzò l'ipotesi di Mantegna, suscitando varie perplessità dovute tra l'altro al cattivo stato di conservazione dell'opera, con ampie parti di colore consunto.
La datazione oscilla tra il 1459-1460, anno del Concilio di Mantova e dell'arrivo di Mantegna nella corte lombarda, quando venne incaricato di numerosi ritratti ufficiali (il soggetto stesso è stato a lungo identificato come un Gonzaga, magari Ludovico Gonzaga, vescovo di Mantova figlio di Ludovico marchese), e il 1466, anno di un ipotetico viaggio del pittore a Firenze. La prima menzione di Carlo come possibile soggetto risale allo Schaeffer, che nel 1912 trovò un ritratto derivato dal dipinto nella genealogia della famiglia Medici incisa da Martino Rota verso il 1589. Inoltre l'opera potrebbe essere quel "quadretto pittovi messer Carlo de' Medici prevosto di Prato" indicato nell'inventario delle collezioni medicee del 1533.

## Descrizione e stile
Il soggetto è ritratto di tre quarti, secondo una tipologia derivata dall'arte fiamminga, che in Italia si affermò gradualmente nella seconda metà del XV secolo, a fronte di una preferenza per i ritratti di profilo, ispirati alle effigi imperiali romane.
L'uomo ha una carnagione scura e indossa l'abito di protonotaro apostolico, carica che Carlo de' Medici ottenne effettivamente nel 1463. La probabile destinazione ufficiale spiega l'aura idealizzata della figura, priva di caratteri psicologici troppo individuali. Grande cura è riposta invece nella descrizione degli attributi legati allo status e al ruolo pubblico del soggetto, quali l'abito vermiglio di tessuto pesante e il cappello a cuffia. La luce illumina parzialmente il volto di un uomo di mezza età, con occhi chiari di notevole verismo e intensità, modellando il volume della figura nello spazio. Rispetto alla solidità scultorea di opere come il Ritratto del cardinale Ludovico Trevisan, qui Mantegna usa toni più morbidi, anche se alla delicata armonia dei toni rosa e rossi fa da contrappunto la carnagione solcata dalle rughe, in un'espressione di serena concentrazione che evita lo sguardo dello spettatore.
L'esame a raggi infrarossi ha rivelato un disegno preparatorio nel solo colletto: i tratti del volto furono forse abbozzati su disegni a matita eseguiti dal vero e poi trasferiti sulla tavola direttamente col pennello.